# Seleção Israelense de Voleibol Masculino
A seleção israelense de voleibol masculino é uma equipe europeia composta pelos melhores jogadores de voleibol de Israel. A equipe é mantida pela Federação Israelense de Voleibol (Igud HaKadur'af BeIsrael). Está na 77ª posição no ranking mundial da FIVB segundo dados de 4 de janeiro de 2011.